# Austroargiolestes chrysoides
Austroargiolestes chrysoides – gatunek ważki z rodzaju Austroargiolestes należącego do rodziny Argiolestidae.
Imagines ubarwione czarno-żółto z głównie czarnymi wargą górną, nadustkiem i czołem.
Ważka ta jest endemitem wschodniej Australii, gdzie rozmnaża się w rzekach i strumieniach.